# Рошини
Рошини (хрв. Rošini, итал. Villa Rosa o Rossini) је насељено место у општини Тар-Вабрига, Истарска жупанија, Хрватска.

## Историја
До територијалне реорганизације у Хрватској били су у саставу старе општине Пореч.

## Становништво
У попису становништва из 2011. године, Рошини су имали 186 становника.
| Број становника према пописима | Број становника према пописима | Број становника према пописима | Број становника према пописима | Број становника према пописима | Број становника према пописима | Број становника према пописима | Број становника према пописима | Број становника према пописима | Број становника према пописима | Број становника према пописима | Број становника према пописима | Број становника према пописима | Број становника према пописима | Број становника према пописима | Број становника према пописима |
| ------------------------------ | ------------------------------ | ------------------------------ | ------------------------------ | ------------------------------ | ------------------------------ | ------------------------------ | ------------------------------ | ------------------------------ | ------------------------------ | ------------------------------ | ------------------------------ | ------------------------------ | ------------------------------ | ------------------------------ | ------------------------------ |
| 1857                           | 1869                           | 1880                           | 1890                           | 1900                           | 1910                           | 1921                           | 1931                           | 1948                           | 1953                           | 1961                           | 1971                           | 1981                           | 1991                           | 2001                           | 2011                           |
| 0                              | 0                              | 40                             | 70                             | 68                             | 80                             | 0                              | 0                              | 100                            | 105                            | 76                             | 60                             | 69                             | 76                             | 117                            | 186                            |

Напомена: Године 1857, 1869. и 1921. подаци су садржани у насељу Фрата, као и део података из 1880, а 1931. у насељу Нова Вас (Пореч). Од 1880. до 1910. исказивано као део насеља.